# كورتني بابكوك
كورتني بابكوك هي منافسة ألعاب القوى كندية، ولدت في 30 يونيو 1972 في تشاتام كينت في كندا.

## وصلات خارجية
- كورتني بابكوك على موقع الاتحاد الدولي لألعاب القوى (الإنجليزية)
- كورتني بابكوك على موقع الاتحاد الكندي لألعاب القوى (الإنجليزية)
- كورتني بابكوك على موقع اللجنة الأولمبية الدولية (الإنجليزية)
- كورتني بابكوك على موقع أوليمبيديا (الإنجليزية)
- كورتني بابكوك على موقع اللجنة الأولمبية الكندية (الإنجليزية)
- كورتني بابكوك على موقع اتحاد ألعاب الكومنولث (مؤرشف) (الإنجليزية)
- كورتني بابكوك على موقع دورة ألعاب الكومنولث 2006 (مؤرشف) (الإنجليزية)